# Bergische Bautage
Die Bergischen Bautage sind eine Publikumsmesse rund um das Bauen und Wohnen in Bergisch Gladbach. Sie gilt als die größte Baumesse in Nordrhein-Westfalen.
Die erste, noch als Gladbacher Bautage bezeichnete Messe, fand 1996 statt. Damals nahmen weniger als zwanzig Unternehmen an dieser lokalen Veranstaltung teil. Die Zahl der Aussteller stieg stetig. 2008 waren es bereits über zweihundert aus dem gesamten Rheinland. Als Messegelände dient das Stadtzentrum von Bergisch Gladbach. Die Ausstellungsflächen sind im Bürgerhaus Bergischer Löwe und in zahlreichen Messezelten untergebracht.

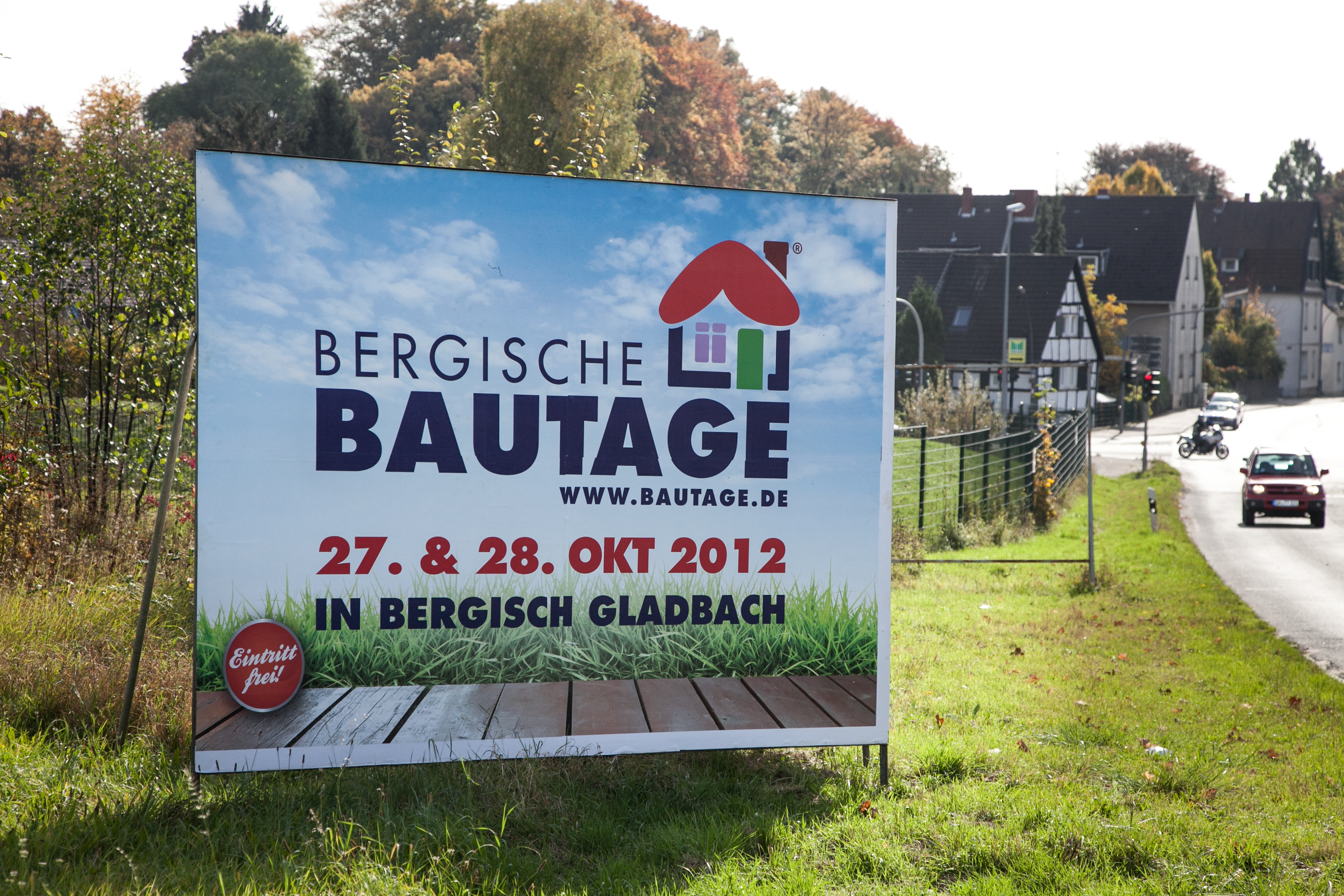
Werbeplakat der Bergischen Bautage 2008

Die Bergischen Bautage finden jährlich an einem Wochenende im Herbst statt. Immobilienmakler bieten Grundstücke, Wohnungen, Häuser und Gewerbeobjekte an. Bauunternehmen und Fertighaushersteller sind vertreten. Handwerkerunternehmen bieten ihre Dienste an und zeigen Produkte oder demonstrieren handwerkliche Fertigungsprozesse. Moderne Heizungsanlagen werden ebenso vorgestellt wie Elektro- und Solartechnik und ökologisches Bauen. Schornsteinfeger und andere Spezialisten informieren über die Möglichkeiten der Wärmedämmung und Energieberatung. Die Hersteller von offenen Kaminen und von Wintergärten werben für ihre Produkte. Dachdecker haben ein Kompetenzzentrum Dach eingerichtet. Regionale Wasser- und Energieversorger sowie Abfallentsorgungsunternehmen sind vertreten. Kreditinstitute und Finanzvermittler unterrichten Interessenten über ihre eigenen Finanzierungsangebote und über Fördermöglichkeiten der öffentlichen Hand. Die Planung und Organisation der Bergischen Bautage wird seit 2023 wieder durch die Firma BECOM GmbH aus Bergisch Gladbach durchgeführt.
Die Verwaltungen des Rheinisch-Bergischen Kreises und der Stadt Bergisch Gladbach haben einen Gemeinschaftsstand mit Mitarbeitern der Bauämter, der Gutachterausschüsse, des Vermessungs- und Katasteramtes, der Wohnungsbauförderung und der Regionalentwicklung.

## Sonstiges
Während der Bergischen Bautage 2008 zeigte die Villa Zanders, die unmittelbar neben dem Bürgerhaus liegt, die Ausstellung Einrichten – Leben im Karton und ergänzte damit die bei den Bautagen laufende Sonderschau Schöner Wohnen.